# Alex Troleis
Alex Troleis (4 juni 1980) is een Faeröers voetbalscheidsrechter. Hij werd geboren in Brazilië maar beschikt over de dubbele nationaliteit. Hij werd vanaf 2016 opgenomen door FIFA en UEFA en fluit sindsdien internationale wedstrijden. Hij is ook actief in de UEFA Youth League en 1. divisjon.
Op 28 juni 2016 maakte Troleis zijn debuut in Europees verband tijdens een wedstrijd tussen FC Santa Coloma en FA Alasjkert in de voorrondes van de UEFA Champions League. De wedstrijd eindigde op 0–0.
Zijn eerste interland floot hij op 8 oktober 2017, toen Tsjechië 5–0 won tegen San Marino na onder meer twee doelpunten van Michael Krmenčík.

## Interlands
| Datum          | Plaats           | Wedstrijd             | Uitslag | Competitie           | Kreeg geel | Kreeg voor de tweede keer geel en dus rood | Weggestuurd |
| -------------- | ---------------- | --------------------- | ------- | -------------------- | ---------- | ------------------------------------------ | ----------- |
| 8 oktober 2017 | Pilsen, Tsjechië | Tsjechië – San Marino | 5 – 0   | WK 2018 kwalificatie | 1          | 0                                          | 0           |

Laatste aanpassing op 28 oktober 2018